# 위험감수
|                                                      |
| 불법행위법                                           |
| 영미법 시리즈                                        |
| 과실                                                 |
| 주의의무 · 주의기준                                  |
| 근인 · 사실추정의 원칙                               |
| 과실계산 · 가해자 완전책임                           |
| 과실의 정신적 가해행위                               |
| 구조원칙 · 구조의무                                  |
| 법률상 불법행위                                      |
| 제조물책임법 · 고위험 행위                           |
| 불법침입인 · 승낙출입자 · 고객                       |
| 유인적 위험물                                        |
| 재산관련 불법행위                                    |
| 불법침해 · 컨버전                                    |
| 압류동산회복소송 · 동산점유회복소송 · 횡령물회복소송 |
| 유해물                                               |
| 근린방해 · 라일랜즈 대 플레처 판결                   |
| 의도적 불법행위                                      |
| 폭행위협 · 폭행 · 불법감금                           |
| 정신적 피해                                          |
| 승낙 · 필요 · 자기방어                               |
| 명예관련 불법행위                                    |
| 명예훼손 · 사생활 침해                               |
| 신뢰훼손 · 절차악용                                  |
| 악의적 기소                                          |
| 경제적 불법행위                                      |
| 사기 · 불법적 간섭                                   |
| 음모 · 영업방해                                      |
| 의무, 변론, 구제방법                                 |
| 상대적 과실과 과실 기여                              |
| 명백한 회피 기회 원칙                                |
| 상급자책임 · 동의는 권리침해 성립을 조각             |
| 패륜적 계약에서 채권발생 없다                        |
| 손해배상 · 금지명령                                  |
| 영미법                                               |
| 미국의 계약법 · 미국의 재산법                        |
| 미국의 유언신탁법                                    |
| 미국의 형법 · 미국의 증거법                          |

위험감수란 미국 불법행위법의 항변으로 원고가 피고로부터 받을 수 있는 피해배상을 차단하거나 배상액을 과실상계를 통해 감액할 수 있다. 위험의 수용 혹은 위험인수이라고도 한다. 위험인수는 원고가 피고의 책임이 있는 위험을 충분히 인식 인용하고 위험한 행위를 하는 것을 말한다. 스포츠 활동전에 상해로 인한 단체의 면책을 위해 위험인수고지 내용이 담긴 면책동의서를 서명하는 경우가 많이 있다.

## 참조문헌
- 음동섭, 미국 불법행위법상 위험인수의 법리, 비교사법 제 62호 pp.791~830, 한국비교사법학회, 2013.
- 백승흠, 스포츠사고에 있어 면책사유로서의 위험인수의 법리. 스포츠와 법 제10권 제2호 (2007. 5) pp.249-265, 스포츠 엔터테인먼트 법학회, 2007.

## 같이 보기
- 기여과실